# Clair Armstrong Callan

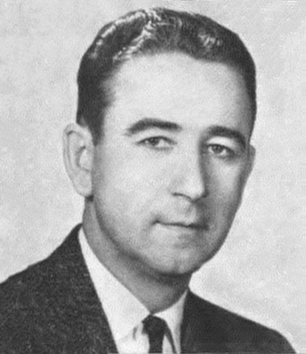
Clair Armstrong Callan (1965)

Clair Armstrong Callan (* 29. März 1920 in Odell, Gage County, Nebraska; † 28. Mai 2005 in Fairbury, Nebraska) war ein US-amerikanischer Politiker. Zwischen 1965 und 1967 vertrat er den ersten Wahlbezirk des Bundesstaates Nebraska im US-Repräsentantenhaus.

## Werdegang
Clair Callan besuchte die öffentlichen Schulen seiner Heimat und das Peru State College. Während des Zweiten Weltkriegs diente er in der US Navy auf einem Zerstörer im pazifischen Raum.
Callan wurde Mitglied der Demokratischen Partei. In seinem Geburtsort Odell war er Mitglied im Gemeinde- und im Schulrat. Außerdem war er im Schulreformausschuss des Gage County. Callan war auch Mitglied eines Ausschusses der Staatsregierung von Nebraska, der sich mit der Reorganisation der Verwaltung befasste, sowie Vorsitzender des Nebraska Power Review Board. Außerdem war er Farmer und Viehzüchter und betrieb ein Geschäft, das Farmer mit Bedarfsartikeln aller Art versorgte.
1964 wurde Clair Callan in das US-Repräsentantenhaus gewählt, wo er am 3. Januar 1965 die Nachfolge des ihm zuvor unterlegenen Republikaners Ralph F. Beermann antrat. Da er bei den nächsten Wahlen jedoch nicht bestätigt wurde, konnte er bis zum 3. Januar 1967 nur eine Legislaturperiode im Kongress absolvieren. Im Jahr 1970 bewarb er sich erfolglos um eine Rückkehr in den Kongress. Zwischen 1967 und 1968 war er bei der Behörde, die sich mit der Elektrifizierung des ländlichen Raums befasste, angestellt. Später wurde er Präsident der Firmen Allied Industries International Inc. und Agri-Tech in Nashville (Tennessee).